# 迈克尔·盖勒
迈克尔·盖勒（德語：Michael Gahler，1960年4月22日—）是歐洲議會議員，曾经多次抨擊新疆再教育营。2021年3月22日，中华人民共和国外交部宣布对迈克尔·盖勒等10名人员和4个实体实施制裁。